# Маммиллярия Дюве
Маммиллярия Дюве (лат. Mammillaria duwei) — кактус из рода Маммиллярия.

## Описание
Стебель шаровидный, достигает не более 5 см в высоту.
Из ареолы растут примерно 35 радиальных тонких, имеющих волосоподобную форму колючек. Центральных колючек 2, нередко с крючком на конце, длиной 5 мм.
Цветок бело-жёлтый, 1,5 см в поперечнике.
Красный плод имеет форму палочки.

## Распространение
Распространён в окрестностях города Сан-Луис-де-ла-Пас в мексиканском штате Гуанахуато. Растёт на высоте около 1000 м над уровнем моря на известняковых скалах.

## Синоним
- Mammillaria nana subsp. duwei